# Чарлстон (Арканзас)
Чарлстон (англ. Charleston, Arkansas) — город, расположенный в округе Франклин (штат Арканзас, США) с населением в 2965 человек по статистическим данным переписи 2000 года.
Вместе с городом Озарк является одним из двух административных центров округа Франклин.

## География
По данным Бюро переписи населения США город Чарлстон имеет общую площадь в 11,14 квадратных километров, из которых 10,88 кв. километров занимает земля и 0,26 кв. километров — вода. Площадь водных ресурсов округа составляет 2,33 % от всей его площади.
Чарлстон расположен на высоте 158 метров над уровнем моря.

## Демография
По данным переписи населения 2000 года в Чарлстоне проживало 2965 человек, 815 семей, насчитывалось 1201 домашнее хозяйство и 1315 жилых домов. Средняя плотность населения составляла около 267,1 человек на один квадратный километр. Расовый состав Чарлстона по данным переписи распределился следующим образом: 95,58 % белых, 0,07 % — чёрных или афроамериканцев, 0,64 % — коренных американцев, 0,34 % — азиатов, 1,89 % — представителей смешанных рас, 1,48 % — других народностей. Испаноговорящие составили 2,06 % от всех жителей города.
Из 1201 домашних хозяйств в 31,7 % — воспитывали детей в возрасте до 18 лет, 52,3 % представляли собой совместно проживающие супружеские пары, в 11,9 % семей женщины проживали без мужей, 32,1 % не имели семей. 29,2 % от общего числа семей на момент переписи жили самостоятельно, при этом 14,7 % составили одинокие пожилые люди в возрасте 65 лет и старше. Средний размер домашнего хозяйства составил 2,40 человек, а средний размер семьи — 2,96 человек.
Население города по возрастному диапазону по данным переписи 2000 года распределилось следующим образом: 25,7 % — жители младше 18 лет, 7,9 % — между 18 и 24 годами, 26,7 % — от 25 до 44 лет, 20,4 % — от 45 до 64 лет и 19,3 % — в возрасте 65 лет и старше. Средний возраст жителей составил 38 лет. На каждые 100 женщин в Чарлстоне приходилось 92,3 мужчин, при этом на каждые сто женщин 18 лет и старше приходилось 89,7 мужчин также старше 18 лет.
Средний доход на одно домашнее хозяйство в городе составил 30 824 доллара США, а средний доход на одну семью — 39 598 долларов. При этом мужчины имели средний доход в 27 917 долларов США в год против 18 512 долларов среднегодового дохода у женщин. Доход на душу населения в городе составил 14 912 долларов в год. 8,6 % от всего числа семей в округе и 14,4 % от всей численности населения находилось на момент переписи населения за чертой бедности, при этом 17,1 % из них были моложе 18 лет и 16,6 % — в возрасте 65 лет и старше.

## Известные уроженцы и жители
- Дейл Бамперс — 38-й губернатор Арканзаса и бывший сенатор США от штата Арканзас.